# Aguilera (album)
Aguilera to dziewiąty album studyjny amerykańskiej wokalistki i autorki tekstów piosenek, Christiny Aguilery. Został wydany 31 maja 2022 roku nakładem Sony Music Latin i jest drugim hiszpańskojęzycznym longplayem w karierze piosenkarki, a także jej pierwszym albumem od czasu Liberation z 2018 roku. Aguilera jest zwieńczeniem trylogii, na którą złożyły się minialbumy La Fuerza, La Tormenta oraz La Luz. Każda z tych części dotyczyła jednego z centralnych tematów albumu: feministycznego umocnienia (empowermentu), wrażliwości i zdrowia duchowego. Płytę zatytułowano na cześć nazwiska artystki oraz ku pochwale jej latynoamerykańskiego pochodzenia i dziedzictwa kulturowego.
Stylistycznie Aguilera czerpie z takich gatunków, jak cumbia, tango, muzyka tropikalna, guaracha czy reggaeton, zawierając też silne wpływy dance-popu, Latin popu oraz urbano. Na albumie znalazły się muzyczne współprace z Becky G, Nicki Nicole, Nathy Peluso, Ozuną, Tini i Christianem Nodalem. Płytę promowało pięć singli, w tym „Pa mis muchachas” i „Santo” – oba odniosły sukces w notowaniu Billboardu Latin Pop Airplay i pokryły się platyną dzięki certyfikatom organizacji RIAA.
Po wydaniu album zyskał pozytywne recenzje krytyków, którzy chwalili wykonawczynię za zdolności wokalne, a także za umiejętność spójnego połączenia ze sobą różnych gatunków muzyki latynoamerykańskiej. Zajął miejsce w rankingach najlepszych wydawnictw muzycznych 2022 roku (m.in. Billboard i Houston Chronicle). Aguilera ruszyła w europejską trasę koncertową EU/UK Summer Series, mającą na celu promocję krążka. Płyta oraz zawarte na niej piosenki zdobyły łącznie osiem nominacji do nagrody Latin Grammy, co przyniosło jedną wygraną – w kategorii najlepszy album wokalny z muzyką pop. Z kolei podczas 65. ceremonii wręczenia statuetek Grammy Aguilera była nominowana do nagród w dwóch kategoriach, w tym jako najlepszy album latin-popowy.

## Informacje o albumie

### Tło
Pierwszy hiszpańskojęzyczny album Christiny Aguilery, Mi Reflejo, miał premierę we wrześniu 2000 roku i był drugim longplayem w jej karierze, po debiutanckim krążku, który zajął szczyt listy Billboard 200. W późniejszych latach piosenkarka kilkukrotnie nagrywała pojedyncze utwory w języku hiszpańskim, jak na przykład „Dame lo que yo te doy” (2002), „Casa de mi padre” (2012), „Hoy tengo ganas de ti” (2013), czy dwujęzyczny, electropopowy „Desnudate” z albumu Bionic (2010).
We wrześniu 2015 roku, w czasie prac nad albumem Liberation, Aguilera udała się do Ekwadoru jako ambasadorka Światowego Programu Żywnościowego. Jak przyznała, wyjazd zainspirował ją do nagrania kolejnego hiszpańskojęzycznego materiału – sama posiada bowiem korzenie ekwadorskie po stronie ojca. W rozmowie z magazynem ¡Hola! Aguilera przyznała, że od dawna chciała nagrać nowe utwory w języku hiszpańskim, bo choć album Mi Reflejo tworzyła „w pięknym dla siebie czasie”, to „była wtedy jeszcze dzieckiem”. W tym samym wywiadzie artystka dodała: „Dwadzieścia lat później jestem dorosłą kobietą oraz matką, mam za sobą wspaniałą karierę i mogę wrócić do swoich korzeni (...)”. W styczniu 2019 roku Aguilera gościła w programie telewizji Bravo Watch What Happens Live with Andy Cohen, gdzie prowadzący zapytał, czy niedawno zapowiadany przez nią w social mediach album będzie krążkiem hiszpańskojęzycznym. W odpowiedzi wokalistka ponownie stwierdziła: „Tak, zdecydowanie planuję wrócić do korzeni. Kontynuacja Mi Reflejo od zawsze znajduje się na mojej liście rzeczy do zrobienia”. W grudniu tego samego roku piosenkarka wystąpiła z Alejandrem Fernándezem na scenie w Guadalajarze. Powiedziała wtedy, że jest podekscytowana na myśl o podzieleniu się z fanami swoimi hiszpańskojęzycznymi utworami.

### Realizacja i nagrywanie
Nagrywanie albumu rozpoczęło się w pierwszym kwartale 2021 roku, wkrótce po tym, jak rezydentura The Xperience została anulowana z powodu pandemii koronawirusa. W lutym 2021 sesje nagraniowe odbywały się w Miami Art House, pracowni należącej do Julia Reyesa Copello. Piosenki nagrywano też w kompleksie Criteria Studios, również w Miami. Nad materiałem pracowali między innymi Federico Vindver, Rafa Arcaute oraz Dallas James Koehlke (pseud. DallasK). Pierwszym utworem, jaki napisano podczas początkowych sesji, był główny singel – „Pa mis muchachas”. Aguilera wpadła na pomysł stworzenia wieloczęściowego albumu po tym, jak zakończono prace nad La Fuerzą – EP-ką i zarazem pierwszym rozdziałem pełnego projektu. Oświadczyła, że całość zostanie podzielona na trzy „sześciopiosenkowe części”, wydawane jako tematyczne minialbumy.
Piosenkami odrzuconymi z tracklisty albumu są: „Lloras Por Na”, „Segura”, „Dolores”, „La loca”, „Canción para olvidar” oraz „Teatro”. Pierwszy z tych utworów został nagrany wspólnie z hiszpańskim raperem C. Tanganą. Na płycie miały znaleźć się też współprace z Rosalíą i Malumą.

## Wydanie
Po nagraniu materiału, we wrześniu 2021 roku, Aguilera udzieliła wywiadu serwisowi Business Insider, gdzie oznajmiła, że album zostanie wydany w kilku osobnych częściach. 4 października 2021 artystka opublikowała w mediach społecznościowych post o treści: „Redescubriendo raices. Nos vemos pronto!” (pol. „Odkrywam swoje korzenie na nowo. Do zobaczenia wkrótce!”). Dwa tygodnie później zamieściła w sieci teaser teledysku do piosenki „Pa mis muchachas”. Nagranie zostało pierwszym singel promującym album i powstało przy współpracy z Becky G, Nicki Nicole oraz Nathy Peluso.
Album – w swojej pełnej formie – ukazał się wcześniej niż planowano, 31 maja 2022 roku, w ostatnim dniu, kiedy wytwórnie mogły zgłaszać wydawnictwa swoich wykonawców jako kandydujące do nagrody Latin Grammy (właśnie ten nieprzekraczalny termin podyktował datę premiery).
Aguilera zadebiutowała na pozycji osiemnastej listy Billboardu Latin Pop Albums w połowie czerwca 2022 roku. Później, jako najwyższe, zajęła w tym notowaniu miejsce szesnaste, 17 czerwca 2023. W Tajwanie album wszedł na dwie oficjalne listy sprzedaży: w notowaniu sporządzonym przez Five Music zajął miejsce szóste, a w tym tworzonym przez KKBox – miejsce trzydzieste dziewiąte. W Hiszpanii krążek uplasował się na pozycji sześćdziesiątej dziewiątej listy kompilowanej przez PROMUSICAE.
W styczniu 2023 ogłoszono, że Aguilera to jeden z dwudziestu najczęściej streamowanych żeńskich, hiszpańskojęzycznych albumów minionego roku.

## Recenzje i opinie
| AllMusic | [ 32 ] |

Aguilera została pozytywnie oceniona przez krytyków muzycznych. W omówieniu dla portalu Pollstar uznano, że album stanowi „triumfalny powrót Aguilery na latynoski rynek muzyczny”, a także, że „dziarskość wokalna” wykonawczyni „nie ogranicza się do jednego tylko języka”. Neil Z. Yeung, związany z serwisem AllMusic, przyznał albumowi ocenę w postaci czterech na pięć możliwych gwiazdek, uznając, że jest on „świeżym powiewem artyzmu i emocji”. Napisał też, że płyta jest „najmocniejszym muzycznym oświadczeniem” wokalistki od czasu wczesnych lat jej działalności w showbiznesie. Bianca Gracie odniosła się do albumu w swoim artykule na oficjalnej stronie Nagród Grammy. Stwierdziła, że na powrót Aguilery do latynoskich korzeni warto było czekać, argumentując: „Wokalnie artystka brzmi tu pewniej niż kiedykolwiek wcześniej i z dumą celebruje swoje dziedzictwo”. Gracie uznała też, że na albumie Aguilera piosenkarka imponuje „artystyczną wszechstronnością i odwagą w odsłanianiu emocji”. Jeanette Hernandez z witryny Remezcla skwitowała płytę jako „pierwszoligowe dzieło”.
W styczniu 2023 Aguilera znalazła się na liście dziesięciu najlepszych latin-popowych albumów minionego roku według serwisu Rate Your Music. Płyta trafiła też na listy najlepszych albumów muzycznych 2022 roku według Houston Chronicle i TV Azteca.

## Nagrody i wyróżnienia
Aguilera uzyskała nominacje do nagrody Grammy w dwóch kategoriach: najlepszy album z muzyką latin pop oraz najlepszy album z dźwiękiem przestrzennym (ang. Best Immersive Audio Album). Portal Gold Derby, przewidujący wygrane na ceremoniach rozdania nagród, zakładał, że wydawnictwo zwycięży w pierwszej z tych kategorii.
Pełna lista nagród i nominacji:
| Rok  | Ceremonia                             | Nagroda                                   | Rezultat  |
| ---- | ------------------------------------- | ----------------------------------------- | --------- |
| 2022 | Latin Grammy Awards                   | album roku                                | Nominacja |
| 2022 | Latin Grammy Awards                   | najlepszy album wokalny z muzyką pop      | Wygrana   |
| 2022 | Top 50 Music Awards                   | najlepszy album roku                      | Nominacja |
| 2023 | 65. ceremonia wręczenia nagród Grammy | najlepszy album z muzyką latin pop        | Nominacja |
| 2023 | 65. ceremonia wręczenia nagród Grammy | najlepszy album z dźwiękiem przestrzennym | Nominacja |

## Pozycje na listach przebojów

### Notowania tygodniowe
| Kraj/region       | Notowanie (2022–2023)         | Wydawca                | Najwyższa pozycja |
| ----------------- | ----------------------------- | ---------------------- | ----------------- |
| Hiszpania         | Top 100 Albums                | PROMUSICAE             | 69                |
| Francja           | Top Albums Physiques          | SNEP                   | 137               |
| Niemcy            | Top 100 Album Downloads Chart | Official German Charts | 70                |
| Stany Zjednoczone | Latin Pop Albums              | Billboard              | 16                |
| Stany Zjednoczone | Top Current Album Sales       | Billboard              | 83                |
| Tajwan            | Top 20 Albums                 | Five Music             | 6                 |
| Tajwan            | Top Western Weekly Albums     | KKBox                  | 39                |

### Certyfikaty
| Kraj      | Wydawca    | Certyfikat |
| --------- | ---------- | ---------- |
| Hiszpania | PROMUSICAE | platyna    |

## Historia wydania
| Region | Data           | Format                      | Wytwórnia                | Źródło |
| ------ | -------------- | --------------------------- | ------------------------ | ------ |
| Świat  | 31 maja 2022   | digital download, streaming | Sony Music Latin         | [ 50 ] |
| Polska | 2 czerwca 2023 | CD                          | Sony Music Entertainment | [ 51 ] |